# Kjell Grede
Kjell Birger Grede (Estocolmo, 12 de agosto de 1936 – Nyköping, 15 de diciembre de 2017) fue un director de cine y guionista sueco. Dirigió nueve películas entre 1967 y 2003. Estuvo casado con la actriz Bibi Andersson desde 1960 hasta 1973.

## Carrera
Su película de 1967 Hugo y Josefina ganó el Premio Guldbagge a la mejor película y Grede consiguió el de mejor director en este mismo certamen. Su siguiente trabajo Harry Munter fue seleccionada para la sección oficial del Festival Internacional de Cine de Cannes de 1970. En 1987, su largometraje Hip Hip Hurrah! ganó el premio al mejor director del Premio Guldbagge. En 1991, su película Good Evening, Mr. Wallenberg fue estrenada en el Festival Internacional de Berlín de 1991 y consiguió cuatro galardones de los Premios Guldbagge (Mejor película y mejor director, entre ellos).

## Filmografía
- Hugo y Josefina (Hugo och Josefin) (1967)
- Harry Munter (1969)
- Klara Lust (1972)
- En enkel melodi (1974)
- Min älskade (1979)
- Stängda dörrar (1981)
- Hip Hip Hurra! (1987)
- God afton, Herr Wallenberg (1990)
- Kommer du med mig då (2003)

## Premios y distinciones
Festival Internacional de Cine de Venecia
| Año  | Categoría                   | Película        | Resultado |
| ---- | --------------------------- | --------------- | --------- |
| 1987 | Premios especial del jurado | Hip, hip, Hurra | Ganador   |

Festival Internacional de Cine de San Sebastián
| Año  | Categoría                             | Película        | Resultado |
| ---- | ------------------------------------- | --------------- | --------- |
| 1968 | Concha de plata a la mejor obra prima | Hugo y Josefina | Ganador   |